# Kasztan

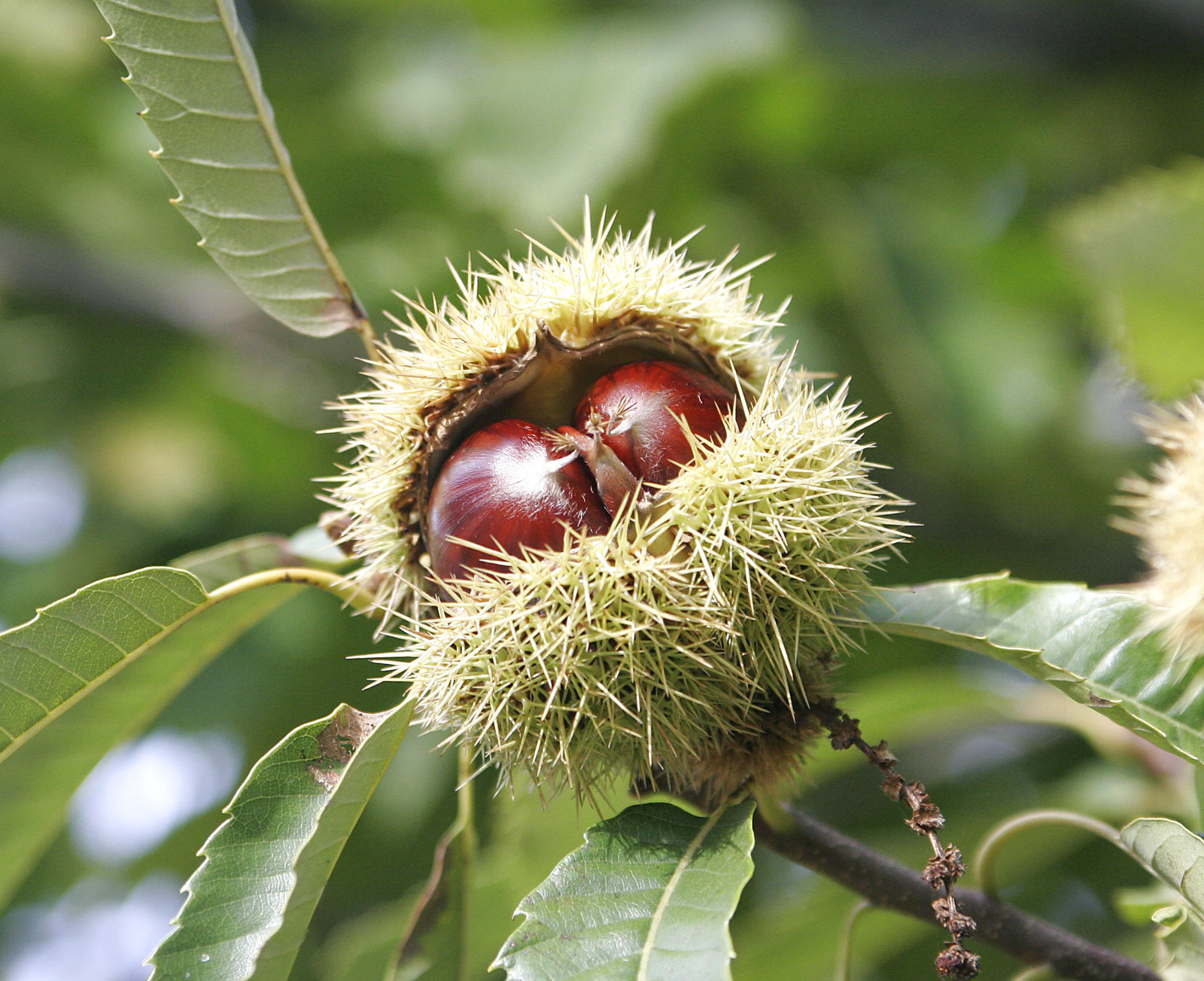
Owoce kasztana jadalnego

Kasztan (Castanea) – rodzaj roślin z rodziny bukowatych (Fagaceae). Obejmuje 8 gatunków. W Europie dziko występuje tylko kasztan jadalny (C. sativa), w Ameryce Północnej – kasztan amerykański (C. dentata), a pozostałe gatunki kasztanów rosną w Japonii i Chinach. W Polsce uprawiany i dziczejący jest kasztan jadalny C. sativa (jest zadomowionym antropofitem). 
Kasztany występują w różnych lasach, często na obszarach górskich i w górskich dolinach, czasem odgrywając w nich istotną rolę jako gatunki dominujące (tak było też z kasztanem amerykańskim do lat 30. XX wieku, kiedy został niemal wyeliminowany przez zawleczonego z Azji grzyba Cryphonectria parasitica).
Owoce kasztana jadalnego są jadalne i cenione jako takie co najmniej od czasów rzymskich (przez Rzymian gatunek rozprzestrzeniony został w zachodniej i północno-zachodniej Europie). Jadalne są także owoce kasztana japońskiego, chińskiego i amerykańskiego. Kasztany dostarczają także cenionego drewna – łatwego do obróbki, a bardzo trwałego. Kwiatostany kasztana chińskiego wykorzystywane były jako knoty do lamp.

## Morfologia
PokrójDrzewa osiągające w większości do 30–40 m, rzadko do 70 m wysokości (Castanea henryi), poza tym krzewy, w tym rozrastające się odroślowo. Pędy przynajmniej za młodu są zwykle owłosione. Pąki są drobne, okryte 2–3 łuskami, szczytowego pąka brak.
LiścieZrzucane na zimę, skrętoległe, wsparte szybko odpadającymi przylistkami. Blaszki do 30 cm długości, sztywne, ząbkowane, często z ościstymi wyrostkami na końcach ząbków. Żyłki liścia są liczne, odchodzą na boki od wiązki centralnej i są nierozgałęzione. Jesienią liście przebarwiają się zwykle na kolor żółty.
KwiatyRozdzielnopłciowe, przy czym rośliny są jednopienne. Kwiaty zebrane są w długie, sztywne, wznoszące się kłosowate kwiatostany, z kwiatami żeńskimi u nasady i męskimi na pozostałej ich długości, czasem tylko z kwiatami męskimi. Kwiaty męskie składają się z kilku działek i 12 pręcików otaczających sterylny słupek. Kwiaty żeńskie zebrane są po 1–3 w kupuli, każdy z 6–9 owocolistkami.
OwoceW silnie kolczastej, kulistej okrywie (kupuli) dojrzewają zwykle tylko 1–2 owoce – orzechy.

## Systematyka
Pozycja systematyczna
Rodzaj z rodziny bukowate z rzędu bukowców. W obrębie rodziny zaliczany do podrodziny Quercoideae, w której najbliżej spokrewniony jest z rodzajami Quercus i Castanopsis.
Wykaz gatunków
- Castanea crenata Siebold & Zucc. – kasztan japoński, kasztan karbowany
- Castanea dentata (Marshall) Borkh. – kasztan amerykański, kasztan zębaty
- Castanea ×fleetii A. Camus [= C. crenata × C. pumila]
- Castanea henryi (Skan) Rehder & E. H. Wilson
- Castanea mollissima Blume – kasztan chiński
- Castanea ×neglecta Dode [= C. dentata × C. pumila] – kasztan zaniedbany
- Castanea ozarkensis Ashe
- Castanea pumila (L.) Mill. – kasztan niski
- Castanea sativa Mill. – kasztan jadalny
- Castanea seguinii Dode – kasztan Seguina

W potocznym języku polskim kasztan to określenie nasion i drzew kasztanowca (Aesculus), należącego do rzędu mydleńcowatych.